# Rhodospirillales
Rhodospirillales — порядок протеобактерій, що містить дві відомих родини. Acetobacteraceae містить оцтово-кислі бактерії, що є гетеротрофами і можуть виділяти оцтову кислоту в процесі дихання. Rhodospirillaceae включають переважно пурпурові несірчані бактерії, що отримують енергію за рахунок фотосинтезу.